# 彼得·范德阿

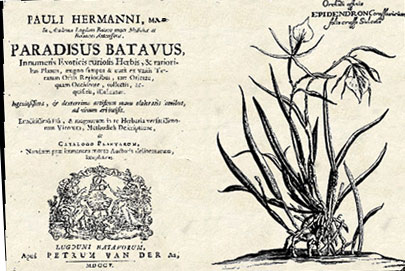
保羅·赫爾曼於1698年出版的《Paradisus Batavus》

彼得·范德阿（荷蘭語：Pieter van der Aa；1659年—1733年8月）是一位荷蘭出版家，因善於編纂地圖與地圖集而著名。
他最有名的地圖為非洲的地圖，詳細描繪出如摩洛哥及馬達加斯加等地來。
蘭花中的一屬－爾蘭屬據說就是因為植物學家海因里希·古斯塔夫·賴興巴赫為了紀念他為荷蘭植物學家保羅·赫爾曼出版《Paradisus Batavus》一書而以他的名字命名的。